# Паньково (Ленінградська область)
Паньково (рос. Паньково) — присілок Бокситогорського району Ленінградської області Росії. Входить до складу Борського сільського поселення.
Населення — 0 осіб (2012 рік). 